# 2017 en Grèce
Chronologie de la Grèce
- 2013
- 2014
- 2015
- 2016
- 2017
- 2018
- 2019
- 2020
- 2021

Cette page concerne les évènements survenus en 2017 en Grèce  :

## Évènement
- 8 avril-16 juillet : exposition quinquennale d'art contemporain documenta 14.
- 13 mai : Déraillement de train à Adendro (en)
- 12 juin : Séisme de Lesbos (en)
- 21 juillet : Séisme de 2017 en mer Égée
- 3-11 novembre : Festival international du film de Thessalonique 2017
- 15 novembre : Des inondations soudaines frappent l'ouest de l'Attique, en particulier la banlieue d'Athènes, à Mandra, tuant vingt-trois personnes.
- Découverte de l'Agate du combat de Pylos

## Sortie de film
- À mon âge je me cache encore pour fumer
- The Death and Life of Marsha P. Johnson
- Le Déterrement de nous
- Djam
- Golden Exits
- Mise à mort du cerf sacré
- To Teleftaío Simeíma (el), basé sur l'exécution de 200 prisonniers politiques communistes grecs en représailles à la mort d'un général allemand par la guérilla grecque, en 1944.

## Sport
- 5 mars : Grand Prix International de Rhodes 2017
- 10-12 mars : Tour international de Rhodes
- 20-30 juillet : Participation de la Grèce aux Jeux mondiaux à Wrocław en Pologne.
- Championnat de Grèce de football 2016-2017
- Championnat de Grèce de football 2017-2018

## Décès
- 5 janvier : Christóforos Miliónis, écrivain.
- 16 février : Dimítris Mytarás, peintre.
- 17 février : Evángelos Bassiákos, député et ministre.
- 22 février : Níkos Koúndouros, réalisateur.
- 8 mai : Mary Tsóni, chanteuse et actrice.
- 17 mai : Todor Veselinović, footballeur yougoslave.
- 29 mai : Konstantínos Mitsotákis, Premier ministre.
- 18 août : Zoï Láskari, actrice.
- 8 octobre : Loúla Anagnostáki, dramaturge.
- 18 novembre : Fótis Kafátos, biologiste.